# Gryon laticeps
Gryon laticeps är en stekelart som först beskrevs av Jean-Jacques Kieffer 1908.  Gryon laticeps ingår i släktet Gryon och familjen Scelionidae. Inga underarter finns listade i Catalogue of Life.